# Fuzzy Kofler
Walter Kofler, detto Fuzzy (Cermes, 6 giugno 1948), è un pilota di rally italiano, quattro volte vincitore del Campionato del mondo FIA per auto elettriche.

## Carriera
Pilota di rally, nel 2012 ha iniziato a partecipare a gare riservate a veicoli ad alimentazione elettrica grazie al sodalizio con la scuderia Autotest Motorsport di Josef Unterholzner].
Nel 2014 ha vinto su Think City, in coppia con il copilota Franco Gaioni, la FIA Alternative Energies Cup nella categoria dei veicoli puramente elettrici. Si è ripetuto nel 2015, mentre nel 2017, a bordo di una Tesla S, ha conquistato il titolo iridato nella FIA E-Rally Regularity Cup, vinto poi anche nel 2019 su Audi e-tron.